# جیم بولینگ
جیم بولینگ (انگلیسی: Jim Bulling؛ زادهٔ ۱۲ فوریهٔ ۱۹۰۹) بازیکن فوتبال است.